# Апостол Флегонт
Свети Флегонт је био један од седамдесет апостола и епископ у Тракијском граду Маратону. Спомиње га апостол Павле у Новом завету.
Православна црква га слави 8. априла по јулијанском, а 21. априла по грегоријанском календару.